# زیردریایی یو-۸۷۳

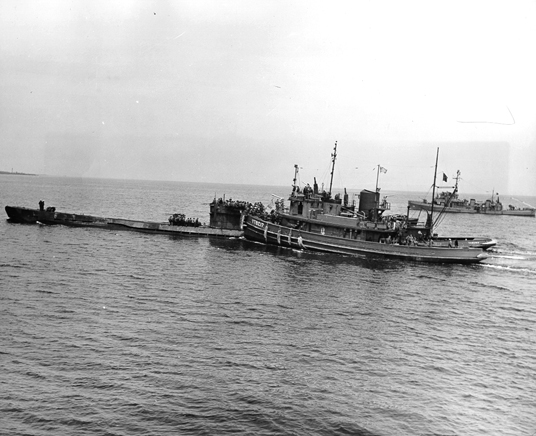
German submarine U-873

زیردریایی یو-۸۷۳ (به انگلیسی: German submarine U-873) یک زیردریایی بود که طول آن ۸۷٫۶ متر (۲۸۷ فوت) بود. این زیردریایی در سال ۱۹۴۳ ساخته شد.